# Margarites rudis
Margarites rudis är en snäckart som beskrevs av Dall 1919. Margarites rudis ingår i släktet Margarites och familjen pärlemorsnäckor. Inga underarter finns listade i Catalogue of Life.